# Nhà thờ Hofskirkja

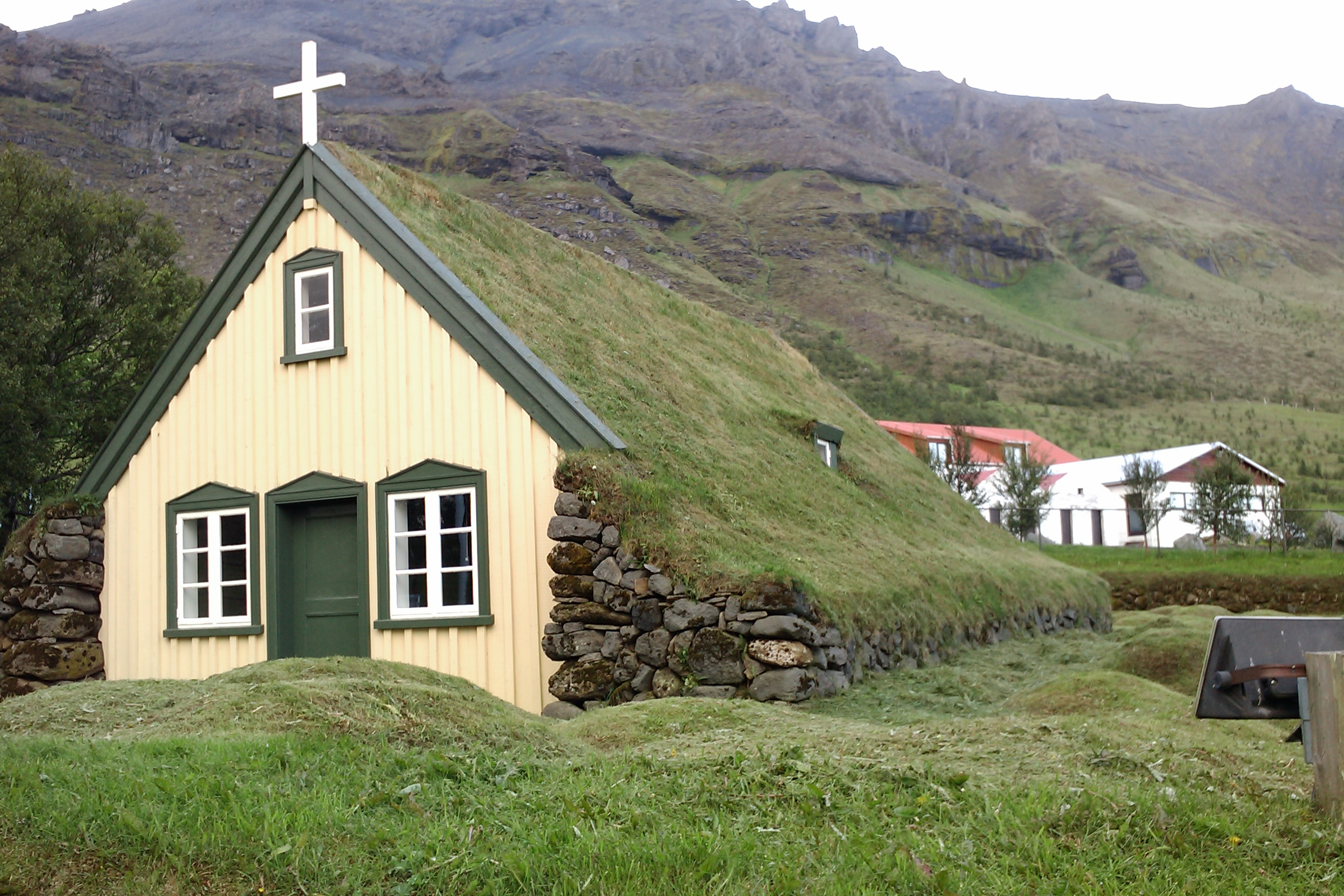
Nhà thờ Hofskirkja năm 2011

Hofskirkja là một nhà thờ được làm bằng gỗ và than bùn ở Iceland. Nhà thờ được xây dựng vào năm 1884, đây là một trong những nhà thờ được làm bằng than bùn cuối cùng còn sót lại của quốc gia này. Những gò cỏ mấp mô xung quanh chính là những ngôi mộ cổ.